# کالهاوزن
کالهاوزن (به فرانسوی: Kalhausen) یک کمون در فرانسه است که در Canton of Rohrbach-lès-Bitche واقع شده‌است.

## خصوصیات
کالهاوزن ۱۳٫۵۲ کیلومترمربع مساحت و ۷۹۹ نفر جمعیت دارد.